# Huntington (Utah)
Huntington és una població dels Estats Units a l'estat de Utah. Segons el cens del 2000 tenia 2.131 habitants.

## Demografia
Segons el cens del 2000, Huntington tenia 2.131 habitants, 690 habitatges, i 547 famílies. La densitat de població era de 405,3 habitants per km².
Dels 690 habitatges en un 46,5% hi vivien nens de menys de 18 anys, en un 65,1% hi vivien parelles casades, en un 9,9% dones solteres, i en un 20,7% no eren unitats familiars. En el 19% dels habitatges hi vivien persones soles el 9,6% de les quals corresponia a persones de 65 anys o més que vivien soles. El nombre mitjà de persones vivint en cada habitatge era de 3,09 i el nombre mitjà de persones que vivien en cada família era de 3,55.
Per edats la població es repartia de la següent manera: un 36,2% tenia menys de 18 anys, un 11,8% entre 18 i 24, un 25,7% entre 25 i 44, un 16,8% de 45 a 60 i un 9,5% 65 anys o més.
L'edat mediana era de 26 anys. Per cada 100 dones de 18 o més anys hi havia 98,7 homes.
La renda mediana per habitatge era de 36.964 $ i la renda mediana per família de 42.083 $. Els homes tenien una renda mediana de 36.587 $ mentre que les dones 19.125 $. La renda per capita de la població era de 14.606 $. Entorn de l'11,4% de les famílies i el 13,8% de la població estaven per davall del llindar de pobresa.

## Poblacions més properes
El següent diagrama mostra les poblacions més properes.